# James Hamilton, 2. Earl of Arran

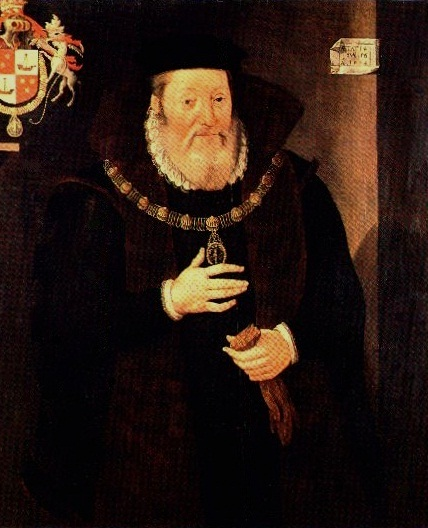
James Hamilton

James Hamilton, 2. Earl of Arran (* 1515/16; † 22. Januar 1575 in Hamilton, Lanarkshire) war ein schottischer Adliger, der 1529 das Earldom of Arran als sein Erbe übernahm. In den Jahren 1543 bis 1554 führte er für die minderjährige Königin Maria Stuart die Regentschaft. Von 1549 bis 1560 führte Arran auch den französischen Titel eines Herzogs von Châtellerault.

## Herkunft
Die Hamiltons waren ein mächtiger und einflussreicher Clan in Schottland.
Hamiltons Großvater – James Hamilton, 1. Lord Hamilton (1415–1479) – war in dritter Ehe mit Mary Stewart verheiratet, die eine Tochter des schottischen Königs Jakob II. und dessen Ehefrau Maria von Geldern war. Mary Stewart war in ihrer ersten Ehe mit Thomas Boyd, dem damaligen Earl of Arran, verheiratet und erbte als kinderlose Witwe das Earldom of Arran. Aus der Ehe zwischen James Hamilton und Mary Stewart entstammten James Hamilton, 1. Earl of Arran (1475–1529), und Elisabeth Hamilton.
Der 1. Earl of Arran war insgesamt dreimal verheiratet und unterhielt neben seinen Ehen mehrere langjährige Beziehungen. Aus einer illegitimen Verbindung stammte John Hamilton (1511–1571), der von 1546 bis 1571 das Amt des Erzbischofes von St. Andrews ausübte und ein eifriger Verfechter der Gegenreformation in Schottland wurde.
James Hamilton, 1. Earl of Arran, heiratete 1515 in dritter Ehe Janet Beaton. Für diese Ehe benötigte er den Dispens der Kirche zur Auflösung seiner Ehe mit Isabella Weir, den er von James Beaton, dem damaligen Erzbischof von Glasgow, bekam. Der älteste Sohn aus der Ehe des 1. Earls of Arran mit Janet Beaton war James Hamilton, seit 1529 2. Earl of Arran.
James Hamilton, 2. Earl of Arran galt aufgrund seiner Abstammung von Jakob II. bis zur Geburt des ältesten Sohnes von Jakob V. (1540) als der schottische Thronerbe. Die Söhne Jakobs V. verstarben jedoch schon im April 1541, deswegen erneuerten sich Arrans Ansprüche zur Thronfolge bis zur Geburt Maria Stuarts am 8. Dezember 1542. Nachdem Jakob V. am 14. Dezember 1542 verstarb, galt Arran als mutmaßlicher Thronerbe Maria Stuarts.
Elisabeth Hamilton – die Schwester des 1. Earl of Arran – war mit Matthew Stewart, 2. Earl of Lennox verheiratet. Elisabeth und Matthew Stuart sind die Großeltern von Matthew Stuart, 4. Earl of Lennox und Urgroßeltern von Henry Stuart, Lord Darnley.
Matthew Stuart, 4. Earl of Lennox, erkannte Arrans Thronanspruch nicht an. Er behauptete, dass Janet Beaton keine rechtmäßige Ehefrau des 1. Earls of Arran war und Arrans Ansprüche auf die Thronfolge aufgrund dessen angeblicher unehelichen Geburt nicht gerechtfertigt wären. Stattdessen beanspruchte Lennox – aufgrund der Abstammung seiner Mutter von Jakob II. – für sich selbst die Thronfolge. Dieser Streit führte zu einer erbitterten Feindschaft zwischen den Familien beider Anwärter.

## Der Beginn der Regentschaft im Jahr 1543
Kardinal David Beaton (Erzbischof von St. Andrews) legte wenige Tage nach dem Tod des Königs ein angebliches Testament vor. Darin habe Jakob V. festgelegt, dass seine minderjährige Tochter von vier Regenten (Arran, Argyll, Huntly, Moray – the Gang of Four Regents) vertreten werden sollte. Beaton sollte Erzieher der Königin werden, dies hätte für ihn die tatsächliche Regentschaft bedeutet. Arran war aber nicht bereit, seinen Anspruch auf die Regentschaft aufzugeben. Er erzwang am 3. Januar 1543 mit Hilfe seiner Sippe, seiner Freunde und adliger Parteigänger die Ernennung zum Regenten. Wenige Tage später wurde Beaton verhaftet.
König Heinrich VIII. von England gestattete daraufhin einer Gruppe Adliger, die seit der Schlacht von Solway Moss (24. November 1542) in englischer Gefangenschaft lebten, die Rückkehr nach Schottland. Frankreich entsandte im Gegenzug John Hamilton (den Halbbruder Arrans) und Matthew Stuart, 4. Earl of Lennox, nach Schottland.
Die Rückkehrer erzwangen die Einberufung des schottischen Parlaments am 13. März 1543. Das Parlament – es nahmen zwölf Protestanten und vier Katholiken teil – beschloss folgende Punkte:
1. Arran wird als zweiter Mann des Königreiches und nächster Anwärter auf die Krone anerkannt.
2. Maria Stuart soll mit dem englischen Thronerben Eduard – dem späteren König Eduard VI. – verheiratet werden.
3. Die Heilige Schrift kann in der Landessprache gelesen werden.

Aufgrund des letzten Punktes galt Arran – John Knox betrieb eifrige Propaganda – bei den Protestanten als Vorkämpfer ihrer Religion. Der allgemeinen Begeisterung für Arran widersetzte sich nur Marie de Guise. Sie beschrieb Arran als „einen einfältigen und den unzuverlässigsten Mann der Welt, denn was er heute entscheidet, verwirft er morgen.“
Am 1. Juli 1543 wurde der Friedensvertrag von Greenwich zwischen England und Schottland unterzeichnet. Maria Stuart sollte den englischen Thronerben Eduard und Arrans Sohn James (der spätere 3. Earl of Arran) sollte Elisabeth (die spätere englische Königin) heiraten. Heinrich VIII. plante die Teilung Schottlands. Nördlich des Forth sollte Arran als unabhängiger König herrschen, südlich des Forth Maria Stuart als von England abhängige Königin regieren. Des Weiteren sollten die Schotten alle Burgen südlich des Forth sofort an die Engländer übergeben. Die proenglische Partei befürwortete diese Pläne und ratifizierte den Vertrag von Greenwich am 25. August 1543. Arran distanzierte sich von diesem Vertrag, da die schottische Unabhängigkeit nicht gewährleistet wurde. Er verbündete sich deshalb mit seinem ehemaligen Gegner Kardinal Beaton, der inzwischen aus der Haft geflüchtet war.
Kardinal Beaton gelang es, mit Hilfe französischer Gelder 7.000 Gefolgsleute aufzustellen. Seit dem 21. Juli 1543 kontrollierte die profranzösisch-katholische Partei Beatons das festungsähnliche, auf einem Vulkanfelsen thronende Stirling Castle, wohin Maria Stuart noch am Tag der Übergabe in Sicherheit gebracht wurde.
Am 8. September 1543 empfing (der seit 1538 protestantische und nun seinen Glauben bereuende) Arran durch Kardinal Beaton die Kommunion. Beaton versprach Arran, Maria Stuart mit Arrans gleichnamigem Sohn zu verheiraten und am 9. September 1543 krönte der Kardinal die Königin der Schotten. Der Earl of Arran trug bei dieser Zeremonie die Krone, der Earl of Lennox das Zepter und der Earl of Argyll das Schwert. Die englandfreundliche Partei blieb der Krönung fern und am 15. Dezember 1543 kündigten die Schotten den Vertrag mit England. Beaton und Arran beabsichtigten nun die „Auld Alliance“ mit Frankreich zu erneuern.

## Englands „unsanfte Brautwerbung“ 1544 bis 1547
Seit der Geburt des späteren französischen Königs Franz II. im Januar 1544 versuchten Kardinal Beaton und Maria de Guise eine Ehe Maria Stuarts mit Franz zu initiieren. Arran handelte unschlüssig; einerseits wollte er keinen offenen Bruch mit Heinrich VIII., andererseits wollte er jetzt seinen eigenen Sohn mit Maria Stuart verheiraten. Deswegen geriet er zunehmend in eine isolierte Stellung innerhalb der schottischen Adelsgruppen.
Der englische König Heinrich VIII. war nicht gewillt, diesen Wandel in der schottischen Politik zu akzeptieren. Er wollte nun die Auslieferung Maria Stuarts mit Gewalt erzwingen und gab dem Lordprotektor Edward Seymour, 1. Duke of Somerset folgenden Befehl zur „unsanften Brautwerbung“ (Rough Wooing):
„Nehmt Feuer und Schwert, brennt die Stadt Edinburgh nieder, nachdem ihr sie geplündert und Euch genommen habt, was Euch beliebt, tilgt aus und zerstört sie zum ewigen Angedenken an die Rache Gottes, die über sie gekommen ist ob ihrer Falschheit und Untreue. Straft Mann, Weib und Kind mit Feuer und Schwert ohne Ausnahme überall dort, wo ihr auf irgendwelchen Widerstand trefft.“
Im Mai 1544, im November 1544 und im September 1545 fielen englische Truppen unter dem jüngeren Seymour, der meinte, einen Kreuzzug gegen die katholische Kirche führen zu müssen, mordend und plündernd in Schottland ein.
Kardinal Beaton und Marie de Guise bestimmten zunehmend die schottische Politik. Der bisher profranzösische Lennox wechselte aufgrund seiner persönlichen Rivalität zum Regenten in das proenglische Lager. Er heiratete Margaret Douglas (eine Nichte Heinrichs VIII.) und war ab 1544 fest an England gebunden.
Die Gewalttaten zwischen den proenglischen Protestanten und den profranzösischen Katholiken – zum Teil waren es religiös ummantelte Auseinandersetzungen zwischen den Clans – eskalierten. Anfang 1546 annullierte Arran alle seine Versprechungen und Verträge mit England und im März 1546 ließ Kardinal Beaton den protestantischen Prediger George Wilshart verbrennen. Daraufhin forderte Heinrich VIII. die Beseitigung Beatons, der schließlich am 29. Mai 1546 durch junge Adlige im erzbischöflichen Schloss zu St. Andrews ermordet wurde. Diese jungen Adligen – bald wurden sie nur noch „the Castilians“ genannt – verteidigten das Schloss zu St. Andrews dann vierzehn Monate lang. Bald galten sie als Symbol des protestantischen Widerstands gegen den Regenten, den „unglückseligen Mann“, wie sich der zürnende John Knox öffentlich äußerte.
Im Frühjahr 1547 bat Arran den neuen französischen König Heinrich II. um Hilfe. Sie wurde gewährt, im Juli 1547 landeten französische Truppen in Schottland und eroberten am 30. des Monats das Schloss zu St. Andrews. Die Gefangenen wurden nach Frankreich deportiert. John Knox unterstützte seit April 1547 die „Castilians“, doch wurde er nach seiner Gefangennahme zu einer mehrjährigen Galeerenstrafe verurteilt. Im August 1547 fielen erneut englische Truppen unter Führung des Dukes of Somerset in Schottland ein.
Am 10. September 1547 wurde die Entscheidung zwischen Schotten und Engländern in der Schlacht bei Pinkie Cleugh gesucht. Arran führte die schottischen Truppen bei Edmonstone Edge, hinter der Ortschaft Musselburgh, in Stellung. Einerseits bezweifelte er – zu Unrecht – die Loyalität der aus England zurückgekehrten Schotten, andererseits befürchtete er – zu Recht – die fehlende Disziplin der schottischen Truppen. Nachdem die Engländer auf dem Schlachtfeld eingetroffen waren, stürmten die Schotten aus ihrer sicheren Stellung und stürzten sich kampfentschlossen auf sie. Arran gelang es nicht, seine Truppen in die sicheren Stellungen zurückzuführen. Die tapfer kämpfenden Schotten erlitten eine vernichtende Niederlage gegen das gut gedrillte und diszipliniert kämpfende englische Heer. Nach der Schlacht zogen die Engländer brandschatzend nach Stirling Castle, um die Auslieferung Maria Stuarts zu erzwingen.
Arran gelang es zwischen dem 11. und 18. September 1547 die kleine Königin in das ehemalige Augustinerkloster Inchmahome Priory auf einer Insel im Lake of Menteith in Sicherheit zu bringen. Am 29. September 1547 zogen sich die Engländer aus Schottland zurück, behielten jedoch wichtige Städte wie Haddington besetzt. Wenig später brachte Arran Maria Stuart zum Stirling Castle zurück.
Nach der Schlacht bei Pinkie Cleugh befanden sich Engländer und Schotten in einer Pattsituation. Die Engländer konnten nicht die Oberherrschaft über Schottland erlangen. Die Schotten konnten ihre Unabhängigkeit nur mit Hilfe der Franzosen bewahren. 1551 beendete der Frieden von Angers zwischen England und Schottland die „unsanfte Brautwerbung“.

## Die Restauration der „Auld Alliance“ mit Frankreich 1548 bis 1554
Im November 1547 begann Arran mit Frankreich zu verhandeln, im Dezember 1547 folgte das Eintreffen von 50 französische Hauptleuten in Schottland und am 27. Januar 1548 unterzeichneten der Earl of Arran und Heinrich II. einen Vertrag, in dem sich der schottische Regent verpflichtete, das schottische Parlament zusammenzurufen. Das Parlament sollte einer Heirat zwischen Maria Stuart und dem französischen Thronfolger Franz zustimmen, die schottische Königin sollte dann nach Frankreich gebracht werden. Die Franzosen forderten außerdem die Übergabe der wichtigsten schottischen Festungen. Daraufhin brachte Arran die Königin im Februar 1548 in das Dumbarton Castle an der Westküste Schottlands, einen Ort, der für Engländer und Franzosen gleichermaßen schwer zu erreichen war.
Arran verzichtete auf die anvisierte Ehe seines Sohnes James mit Maria Stuart, handelte aber als Gegenleistung die Vergabe eines französischen Herzogtums aus. Nachdem die schottische Königin im August 1548 wohlbehalten in Frankreich angekommen war, war Heinrich II. endlich bereit, auf Arran das französische Herzogtum Châtellerault mit 12.000 Pfund Jahreseinnahmen zu übertragen. Damit die Bündnistreue der Schotten gewährleistet wurde, forderte der König von Frankreich die Auslieferung von Arrans ältesten Sohn James. Offiziell fungierte dieser als Kommandeur der „Schottischen Garden“, tatsächlich musste James als Geisel in Frankreich leben. Schließlich wurde Arran im Februar 1549 das Herzogtums Châtellerault übertragen.
In den Jahren 1548 und 1549 eroberten die Schotten mit Hilfe von 6.000 Soldaten – darunter italienische und deutsche Söldner – unter dem Befehl des französischen Heerführers André de Montalembert, Seigneur d’Esse, alle von den Engländern besetzten Städte und Festungen zurück.
1549 begann Arrans Halbbruder John Hamilton die schottische Gegenreformation einzuleiten, obwohl sich die reformierte „Kirk“ in Schottland noch nicht durchgesetzt hatte. 1552 erschien John Hamiltons Katechismus, ein volkssprachliches Werk, das die grundlegenden Lehrmeinungen des katholischen Glaubens auslegte. Dadurch war der Hamilton-Clan bei den Protestanten diskreditiert, Arran verlor seine protestantischen Anhänger. Seit 1553 gerieten die Protestanten in Schottland in die Defensive, da ihnen mit dem Regierungsantritt von Maria der Katholischen zur Königin von England die englische Unterstützung fehlte. Die profranzösische und katholische Partei favorisierte dennoch für die Regentschaft Schottlands nun Marie de Guise, die Mutter der kommenden Königin. Der Regent wurde im April 1554 gezwungen, sein Amt niederzulegen, und das Parlament übertrug Maria de Guise die Regentschaft. Arran hinterließ einen Staatshaushalt mit 30.000 Pfund Schulden.

## Nach der Regentschaft 1554 bis 1575
Infolge des Regierungsantritts der englischen Königin Elisabeth I. im November 1558 und der Rückkehr von John Knox im Mai 1559 erstarkten die Protestanten in Schottland. Im Oktober 1559 schloss sich Arran den schottischen Aufständischen um James Stewart – den späteren Earl of Moray – an. Diese „Lords of the Congregations“ gaben sich als Schutzherren der protestantischen Kirche aus und baten England um Hilfe. Die Aufständischen besetzten Edinburgh und forderten die Absetzung der Regentin Maria de Guise. Am 27. Februar 1560 unterzeichneten die „Lords of the Congregation“ mit England den Vertrag von Berwick, in dem England ein Eingreifen zum Schutz der Protestanten gewährt wurde. Maria de Guise forderte französische Hilfe an, aber aufgrund innenpolitischer Schwierigkeiten (Verschwörung von Amboise) konnte Frankreich keine militärische Unterstützung leisten. Am 11. Juni 1560 verstarb Maria de Guise und am 6. Juli 1560 unterzeichneten England und Schottland den Vertrag von Edinburgh, der zu einer Annäherung beider Königreiche führte. Dieser Vertrag beendete das französisch-schottische Bündnis der „Auld Alliance“. Arran verlor daraufhin den Titel und die Einnahmen eines Herzogs von Châtellerault.
Arrans Sohn konnte 1559 mit Hilfe englischer Agenten aus Frankreich fliehen. Bald darauf warb der junge Mann in London um die Hand der englischen Königin Elisabeth. Überliefert sind seine prophetischen Zeilen an William Cecil, später Lord of Burghley: „Wenn ich mir überlege, weshalb ich so oft an Ihre Gnaden denke, dann befinde ich mich in einer solchen Verwirrung, dass ich glaube, ich hätte den Verstand verloren.“
1561 plante Arran, seinen Sohn James nochmals mit Maria Stuart zu verheiraten. Dies scheiterte jedoch am Widerstand der schottischen Lords. 1562 versuchte Arran seinen Sohn wiederum mit Elisabeth zu vermählen. Dies scheiterte ebenfalls, da Elisabeth erneut ihre Zustimmung verweigerte. Inzwischen war es allgemein bekannt, dass Arrans Sohn an einer Geisteskrankheit litt und deswegen inhaftiert wurde. Diese persönliche Tragödie Arrans führte zum endgültigen Bruch mit Maria Stuart.
Wenige Tage nach der Hochzeit zwischen Maria Stuart und Henry Stuart, Lord Darnley, näherte sich Arran wieder dem protestantischen Lager um John Knox und James Stewart, 1. Earl of Moray an. Er beteiligte sich am Aufstand Morays gegen die Königin im August und September 1565 und emigrierte nach der Niederlage der Aufständischen nach Frankreich. 1569 kehrte er nach Schottland zurück, er wurde aber kurz nach seiner Ankunft verhaftet und blieb bis 1573 inhaftiert. Nachdem er seinen Untertaneneid auf den minderjährigen König Jakob VI. leistete, durfte Arran auf seine Güter heimkehren. Dort verstarb er am 22. Januar 1575.

## Kinder
Aus der am 23. September 1532 geschlossenen Ehe mit Margaret Douglas, der ältesten Tochter von James Douglas, 3. Earl of Morton, entstammen fünf Söhne und drei Töchter:
- James Hamilton, 3. Earl of Arran (* um 1533; † 1609);
- Gavin Hamilton (* um 1534; † 1547);
- John Hamilton, 1. Marquess of Hamilton (* um 1535; † 1604) ⚭ 1577 Margaret Lyon, Tochter von John Lyon, 7. Lord Glamis;
- David Hamilton (* um 1543; † 1611);
- Claud Hamilton, 1. Lord Paisley (* um 1543; † 1621) ⚭ 1574 Margaret Seton († 1616), Tochter von George Seton, 5. Lord Seton;
- Lady Barbara Hamilton (* um 1534; † 1558), ⚭ (1) 1549–1553 Alexander Gordon, Master of Huntly (1531/32–1562), ⚭ (2) 1553 James Fleming, 4. Lord Fleming (1534–1558) (Haus Fleming);
- Lady Anne Hamilton ⚭ 15. August 1558 George Gordon, 5. Earl of Huntly (1532/34–1576);
- Lady Jane Hamilton († 1596) ⚭ 1554–1562 Hugh Montgomery, 3. Earl of Eglinton († 1612).